# Richard Throssel

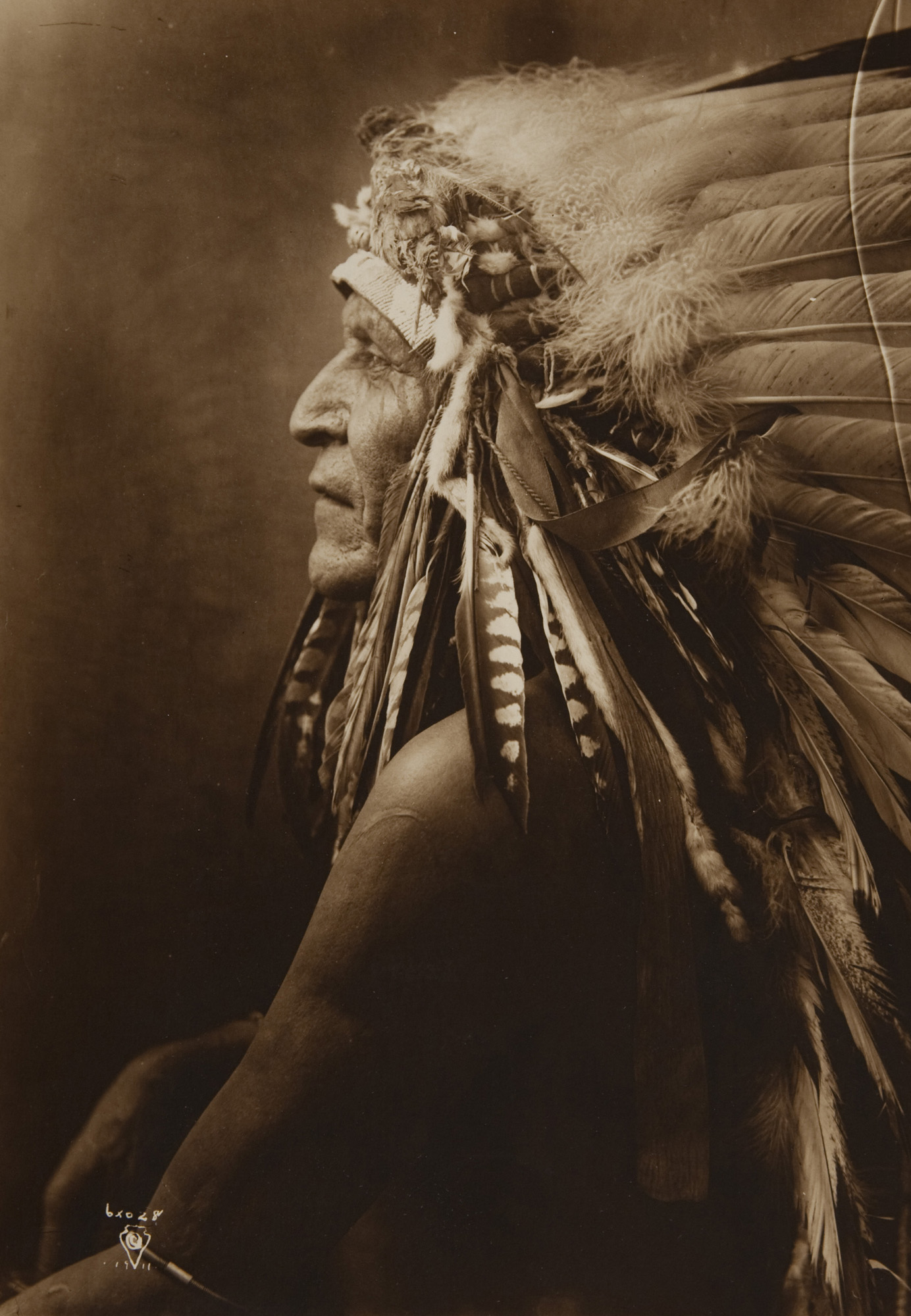
Goes Ahead nebo Two Leggings, Vrána, asi 1910

Richard Throssel (1882, Marengo – 10. června 1933) byl americký fotograf, kterého adoptoval indiánský kmen Kríů, je známý svými portréty severoamerických indiánů.

## Životopis
Richard Throssel se narodil v Marengu ve Washingtonu v roce 1882. Throssel je nejznámější svými fotografiemi rezervace domorodého kmene Vran z let 1902-1911. Tyto fotografie Vran, které dokumentují obřady, tance, scény z každodenního života, ale i individuální a skupinové portréty, jsou nejen neocenitelnými historickými dokumenty, jsou to fotografie s čistou a jednoduchou kompozicí. Ačkoli Throssel nebyl Vrána, jeho čtvrtina zděděné krve kanadského domorodného kmene Cree a přijetí do Kmene Vran z roku 1906 mu poskytla možnost zachytit intimní okamžiky, které jiní fotografové indiánů s domorodým kmenem nemohli nikdy zachytit.
Po častých a chronických záchvatech revmatismu mu bylo doporučeno žít v sušším podnebí. Ve věku dvaceti let se Throssel přestěhoval do rezervace Vran v Montaně jako kancelářský úředník pro služby Indiánům. Dostal se do výjimečného uměleckého prostředí, které poskytovala rezervace kmene Vran. Throssel pozoroval ohromující tradiční zvyky, indiánské umění malby na papír nebo látku, narativní knihy a obrazy a fotografie umělců Josepha Henryho Sharpa a Edwarda S. Curtise. Prostřednictvím lekcí malby se Sharpem se Throssel naučil nejen techniku, ale získal také základy principů designu a obrazové kompozice.

## Kariéra
Throssel začal fotografovat krátce po příjezdu do rezervace Vran, ale „svou první sadu fotografií, celkem devětadvacet publikoval kvůli autorským právům až v roce 1905". Ve stejném roce se Throssel setkal s etnografem a fotografem Edwardem S. Curtisem. Curtisův vliv na Throssela byl patrný v Throsselově souboru snímků chráněných autorskými právy z roku 1907. V této sérii Throssel používal intenzivní osvětlení na aranžované scény, které poskytovalo mnohem sentimentálnější pohled na život Vrany. Throssel byl také dobře známý svými fotografiemi „Vraních párů, rodin a dětí, které působí ve své době zvláštně , protože láska a teplo vyzařující z rodin byly v rozporu s tím, jak bylo běžně vidět domorodce, ženy a děti zobrazené v rané fotografii“ (Alison 235). Přestože byl Throssel součástí raného klišé-stylu zobrazování původních obyvatel, jeho přístup se také hodil k fotografiím subjektů zachycených v daném okamžiku. Indiáni na jeho fotografiích vyjadřují pocit důvěrnosti, který v práci ostatních fotografů Indiánů najít nelze.
Throssel nadále fotografoval Národ Vran pro expedici Wanamaker z roku 1908 a Indiánskou službu v roce 1909. Poté, co odstoupil jako fotograf pro Indiánské služby, se Throssel se svou pětiletou manželkou přestěhoval do Billings v Montaně, aby otevřel své vlastní podnik v oblasti komerční fotografie, The Throssel Photographic Company. Právě zde uspořádal brožuru svých fotografií, kterou vydal pod názvem Western Classics.
Za méně než deset let Throssel vytvořil osobní sbírku téměř 1 000 fotografií, včetně 180 portrétů domorodých Indiánů Vran, 99 portrétů jiných amerických indiánů, 186 scén Týpí, 63 posvátných a světských slavnostní a 352 snímků každodenního života mezi Vránami z Montany V roce 1917, po úspěšné kariéře umělce, byl Throssel dvakrát zvolen zástupcem okresu Yellowstone do Montana Legislature. Throsselův zájem o politiku pokračoval až do jeho smrti v roce 1933.

## Galerie

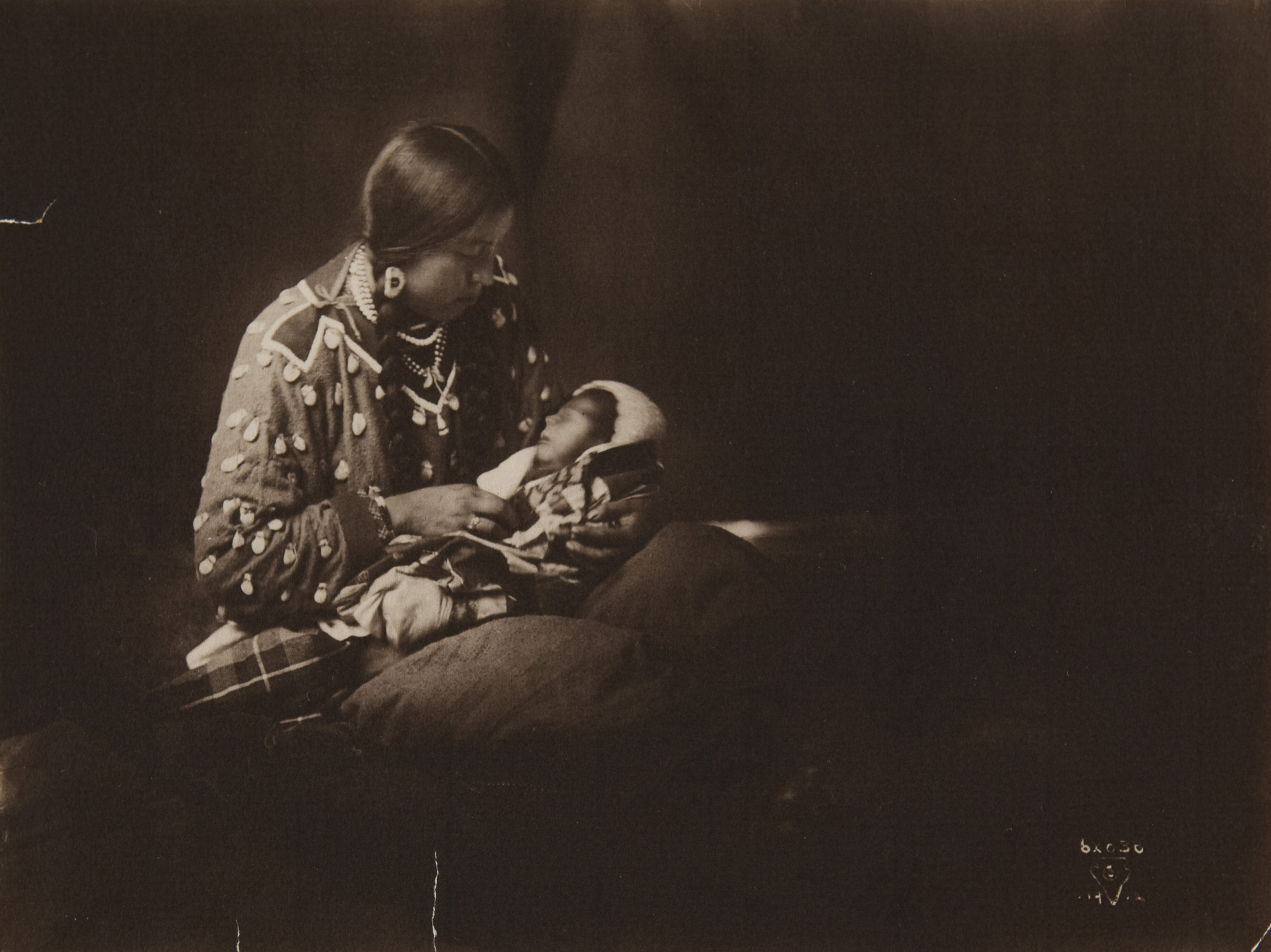
Moderní Madona
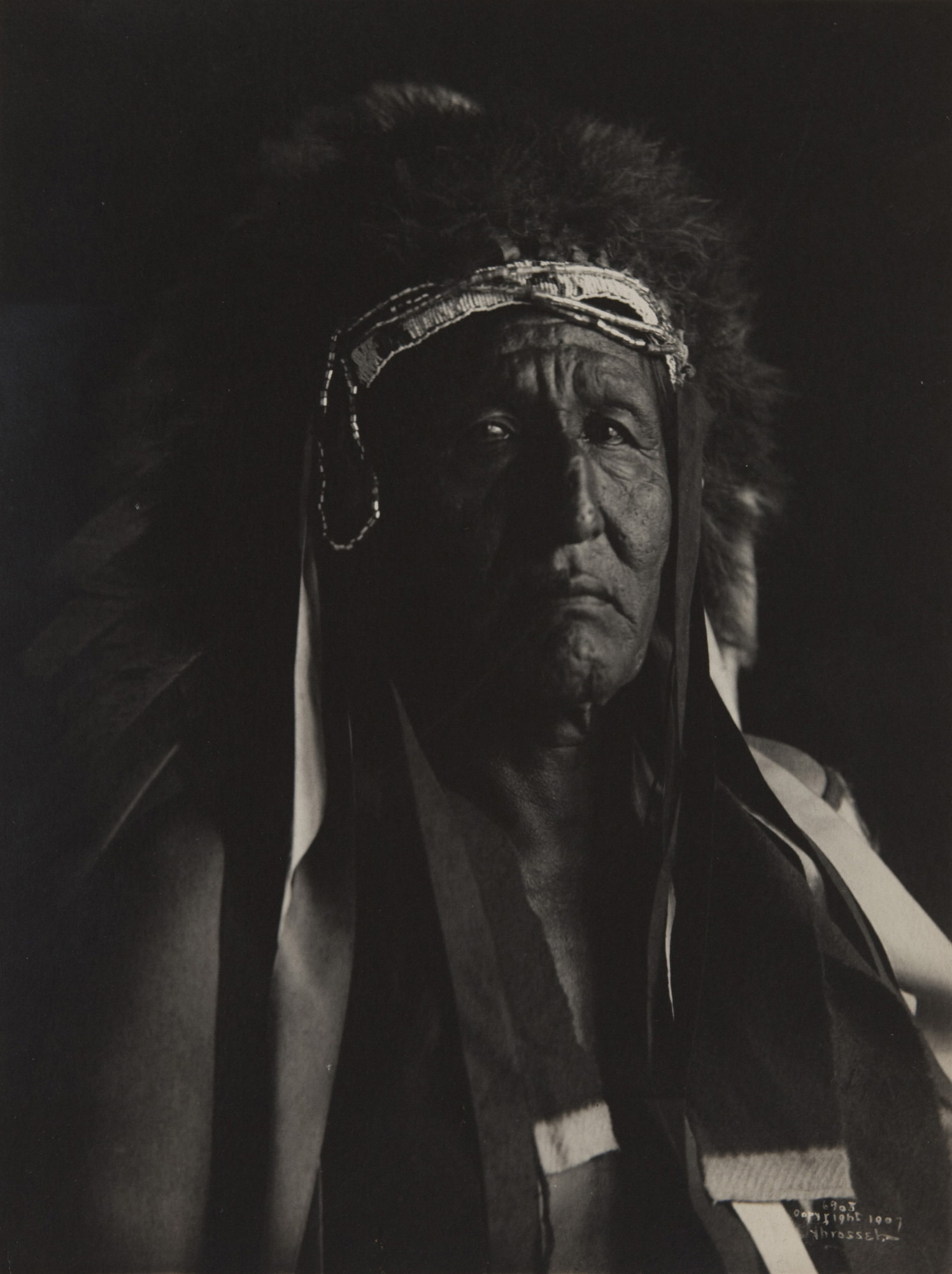
Bez názvu (domorodý Američan s buvolí čelenkou)
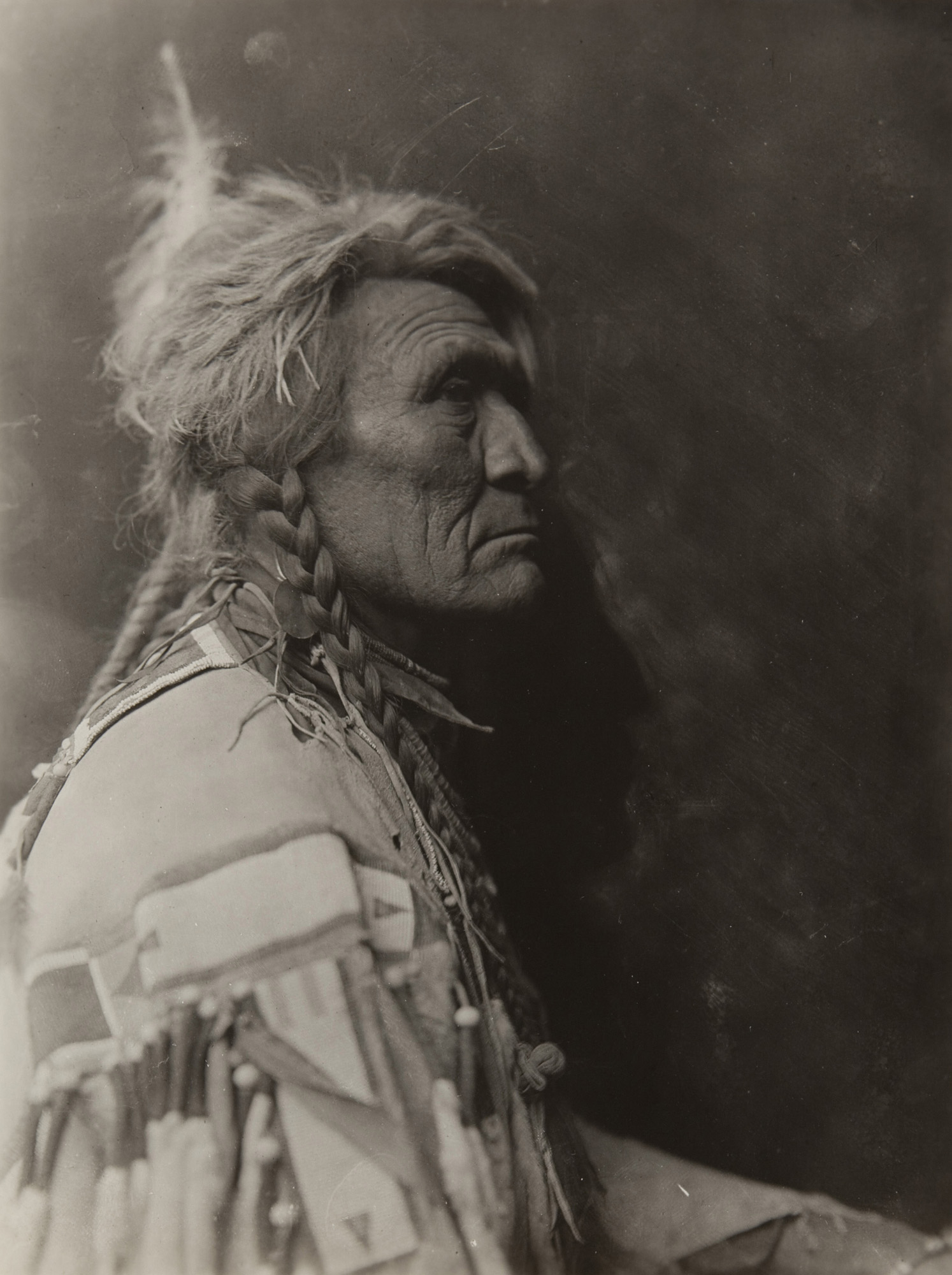
Vlk, Vrána
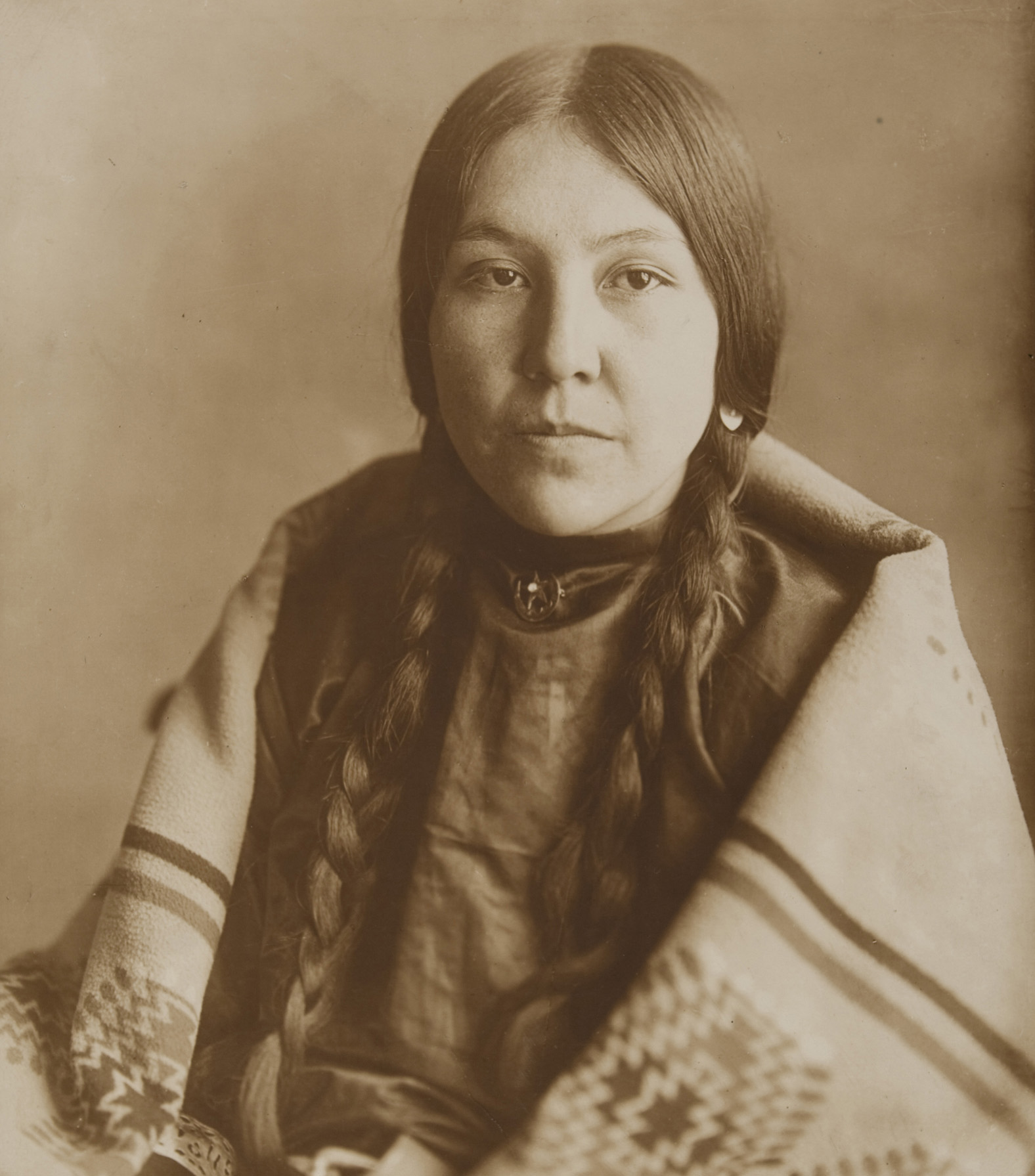
Carries The War Staff, Vrána
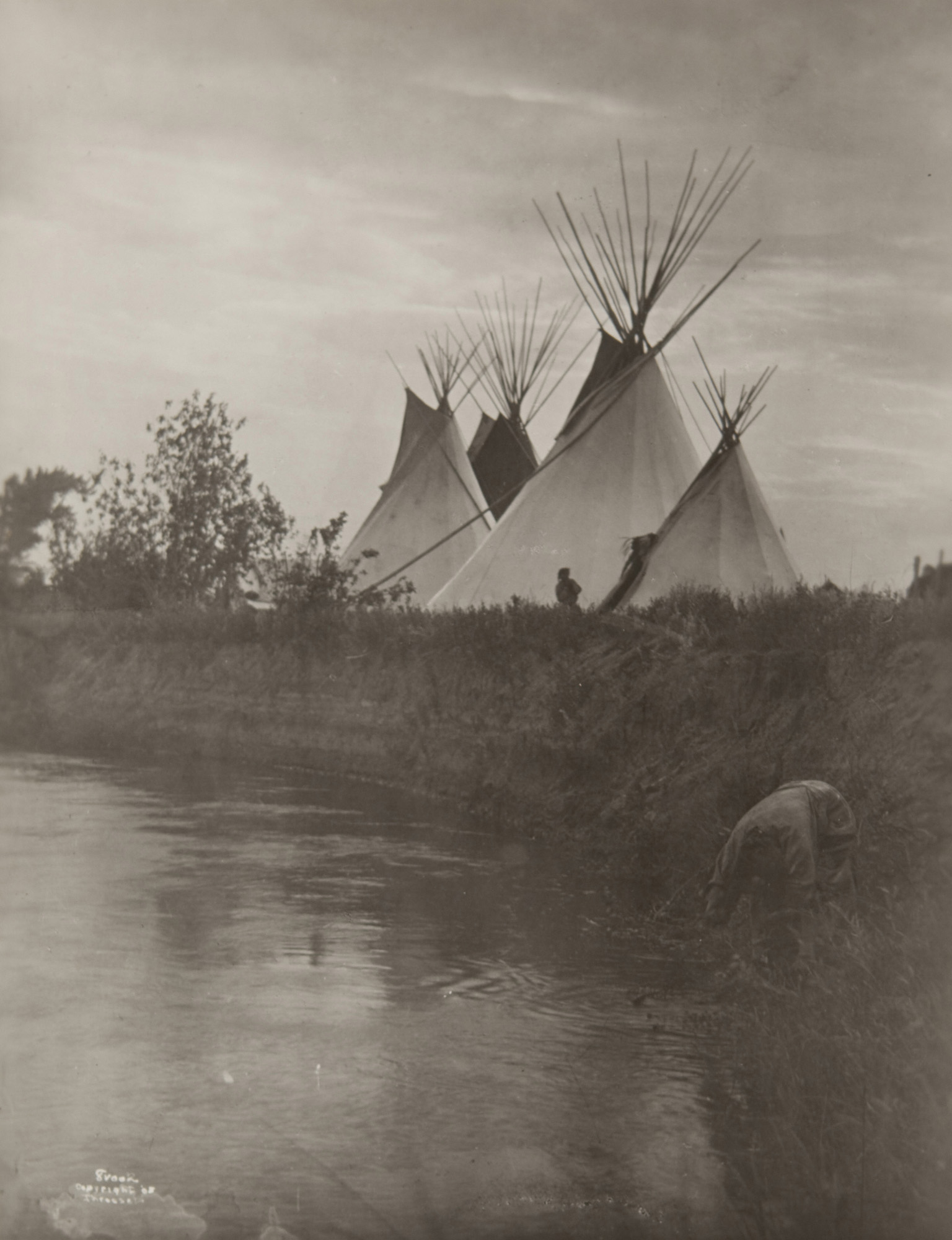
Lóže náčelníků